# Pehuajó
Pehuajó este un oraș situat în partea de est a Argentinei, în provincia Buenos Aires. La recensământul din 2001 avea o populație de 26.639 locuitori.